# رئاسة دونالد ترمب الأولى
بدأت رئاسة دونالد ترمب في تمام الساعة الثانية عشرة بتوقيت شرق الولايات المتحدة في 20 يناير 2017، عندما تم تنصيب دونالد ترمب عن الحزب الجمهوري الرئيس الخامس والأربعين للولايات المتحدة خلفًا لباراك أوباما، كان ترمب رجل أعمال ومنتجا وشخصية لتلفزيون الواقع من مدينة نيويورك في وقت فوزه في انتخابات الرئاسة الأمريكية 2016 على المرشحة الديمقراطية هيلاري كلينتون. بينما خسر ترمب الأصوات الشعبية بحوالي 3 ملايين صوت، فاز في تصويت الهيئة الانتخابية من 304 إلى 227 صوت. اعتبارا من نهاية سنته الأولى في منصبه، أظهرت استطلاعات الرأي أن ترمب هو الرئيس الأقل شعبية في تاريخ استطلاعات الرأي الرئاسية الأمريكية الحديثة.
عند توليه منصبه، ألغى ترمب اللوائح التي تهدف إلى معالجة تغير المناخ (مثل قانون خطة الطاقة النظيفة) وانسحب من اتفاقية باريس بشأن حماية المناخ. كما سحب الولايات المتحدة من الشراكة العابرة للمحيط الهادئ، في نفس الأثناء أصدر ترمب أمرًا تنفيذيًا مثيرًا للجدل ينفي بموجبه دخول مواطني بعض البلدان إلى الولايات المتحدة، كما انسحب من الاتفاقية النووية الإيرانية. استمر ترمب في قراراته المثيرة للجدل حيث أنهى برنامج العمل المؤجل للقادمين أطفالا (DACA) وأصدر بيانه الإستفزازي والمثير للجدل باعترافه بالقدس عاصمة لإسرائيل ، كما سن التعريفات على واردات الصلب والألمنيوم التي أدت إلى فرض رسوم انتقامية من الاتحاد الأوروبي والصين.
في أبريل 2017 أكد مجلس الشيوخ الأمريكي ترشيح ترمب لنيل غوروش إلى مقعد شاغر في المحكمة العليا. في يوليو 2017 دعا ترمب لإلغاء قانون الرعاية الصحية الأمريكي «أوباما كير»، ولكن إلغاء التشريع فشل التصويت ضده في مجلس الشيوخ الأمريكي. في ديسمبر 2017، وقع ترمب قانون تخفيضات الضرائب والوظائف لعام 2017، والذي خفض من خلاله معظم معدلات ضريبة الدخل الفردية على أساس مؤقت وخفض الضرائب على الشركات والضرائب العقارية.
بعد اقالة ترمب لمدير مكتب التحقيقات الفدرالي جيمس كومي في عام 2017، تم تعيين مستشار خاص لتولي التحقيق الحالي في مكتب التحقيقات الفيدرالي بشأن التدخل الروسي في انتخابات عام 2016 والمسائل ذات الصلة، بما في ذلك التنسيق أو الروابط بين حملة ترمب والحكومة الروسية. أسفر التحقيق عن عدة لوائح اتهام ووجهات بالذنب تتعلق بمستشاري حملة ترمب وموظفيه. صرح ترمب أنه لا يوجد سبب لتدخل روسيا في الانتخابات، مما أعطى مصداقية لنفي الرئيس الروسي فلاديمير بوتين للتدخل، كما انتقد مرارًا تحقيقات المستشار الخاص.
وقعت الإدارة المنتهية لدونالد ترمب صفقة لبيع 50 طائرة مقاتلة شبحية من طراز لوكيد مارتين أف 35 أي إلى الإمارات العربية المتحدة لكن الرئيس جو بايدن تعهد بإنهاء الدعم الأمريكي في حروب مثل اليمن وليبيا من خلال إمداد الإمارات أو السعودية بالسلاح كما أن ادارته لا تزال تتمتع بسلطة إلغاء صفقة ترمب في اللحظة الأخيرة مع الإمارات.,

## الانتخابات الرئاسية 2016
في 9 نوفمبر 2016، فاز الجمهوريان دونالد ترمب عن ولاية نيويورك والحاكم مايك بنس عن ولاية إنديانا في انتخابات 2016، إذ هزما الديمقراطيين وزيرة الخارجية السابقة هيلاري كلينتون عن ولاية نيويورك وعضو مجلس الشيوخ تيم كين عن ولاية فرجينيا. فاز ترمب بـ 304 أصوات انتخابية مقابل 227 صوتًا لكلينتون، على الرغم من فوز كلينتون بأكثرية الأصوات الشعبية، إذ تخطت ترمب بـ 2.9 مليون صوت تقريبًا. وعلى هذا كان ترمب خامس شخص يفوز بالرئاسة ويخسر في التصويت الشعبي. في انتخابات الكونغرس المتزامنة، حافظ الجمهوريون على الأغلبية في كل من مجلس النواب ومجلس الشيوخ.
قدّم ترمب ادعاءات كاذبة بحدوث عمليات تزوير هائلة في الأصوات -تصل إلى خمسة ملايين صوت غير قانوني- لصالح كلينتون خلال الانتخابات. لم تجد العديد من الدراسات أي دليل على حدوث تزوير واسع النطاق في الأصوات.
في كانون الثاني (يناير) 2017 ، أدى أمر أصدره دونالد ترمب إلى حظر مدى الحياة على مسؤولي الإدارة من ممارسة الضغط لصالح حكومات أجنبية ، وحظرًا لمدة خمس سنوات على أشكال أخرى من الضغط. ومع ذلك ، ألغى ترمب القاعدة قبل نهاية رئاسته مباشرة. تم العثور على عدد من حلفاء ترمب مذنبين للضغط نيابة عن الحكومات الأجنبية خلال الانتخابات الأمريكية لعام 2016 ، بما في ذلك بول مانافورت ومايكل فلين وإليوت برويدي. اسم آخر في القائمة هو توماس باراك ، الذي تم القبض عليه في يوليو 2021 بسبب الضغط غير القانوني على إدارة ترمب نيابة عن الإمارات العربية المتحدة. تم إطلاق سراحه لاحقًا بكفالة بقيمة 250 مليون دولار. في مايو 2022 ، تم تحديث لائحة الاتهام ، مشيرة إلى أن باراك تلقى ملايين الدولارات من الإمارات العربية المتحدة لتعزيز أجندة ترمب والاستفادة من رئاسته.,

## الفترة الانتقالية والتنصيب والمئة يوم الأولى
قبل الانتخابات، كان كريس كريستي قائد فريق انتقال ترمب. بعد الانتخابات، حلّ مايك بنس مكان كريستي رئيسًا لفريق الانتقال، بينما أصبح كريستي نائبًا له جنبًا إلى جنب مع جيف سيشنز ومايكل فلين ورودي جولياني وبن كارسون ونيوت جينجريتش 
أُجريت مراسم تنصيب ترمب في 20 يناير 2017. وأدّى اليمين الدستورية أمام رئيس المحكمة العليا جون روبرتس. في خطاب تنصيبه الذي استغرق سبع عشرة دقيقة، أدان ترمب على نطاق واسع أمريكا المعاصرة، وتعهّد بإنهاء «المذبحة الأمريكية» وقال إن «ثروة أمريكا وقوتها وثقتها تبدّدت». وردّد شعار «أمريكا أولًا» الذي استخدمه في الحملة، ووعد بأن «كل قرار سيُسَنّ بشأن التجارة والضرائب والهجرة والشؤون الخارجية، سيكون لصالح العمال الأمريكيين والمصانع الأمريكية». تجاوز ترمب ذو السبعين عامًا رونالد ريغان وأصبح أكبر شخص يتولى الرئاسة، والأول دون إلمام بأي خبرة حكومية أو عسكرية سابقة. حدث أكبر احتجاج ليوم واحد في تاريخ الولايات المتحدة، الحراك النسائي، بعد يوم من تنصيبه وكان مدفوعًا بمعارضة ترمب وسياساته وآرائه.
من أهم إنجازات ترمب في العام الأول، والتي كانت جزءًا من «تعهد أول مئة يوم»، تثبيت نيل غورساتش في منصب معاون قاضٍ في المحكمة العليا للولايات المتحدة. من الناحية الهيكلية، حظي الرئيس ترمب بميزة أغلبية الحزب الجمهوري في مجلس النواب الأمريكي ومجلس الشيوخ الأمريكي، لكنه لم يتمكن من الوفاء بتعهداته الرئيسية في أول مئة يوم له في البيت الأبيض وحصل على شعبية بنسبة 40 بالمئة تقريبًا، وهي الأدنى لأي رئيس في فترة ولايته الأولى عند هذه المرحلة. على الرغم من محاولته إحراز تقدم بشأن إحدى سياساته الاقتصادية الرئيسية -إلغاء قانون دود-فرانك لإصلاح وول ستريت وحماية المستهلك- كان فشله في إلغاء قانون الرعاية الصحية الأمريكي (أوباما كير) في أول مئة يوم له انتكاسةً كبيرة. لا يُعد أي مشروع من مشاريع القوانين التي مررها ترمب «مشاريع قوانين رئيسية» -تستند إلى «معيار العلوم السياسية الراسخ "لمشاريع القوانين الرئيسية"». وقّع ترمب على 24 أمرًا تنفيذيًا في أول مئة يوم له، وهو أكبر عدد من الأوامر التنفيذية يتخذها رئيس منذ الحرب العالمية الثانية.

## الموظفون
اتسمت إدارة ترمب بتغيّرات قياسية، خاصة بين موظفي البيت الأبيض. بحلول نهاية عامه الأول في الرئاسة، استقال 34% من موظفي ترمب الأصليين أو طُردوا أو أُعيد تعيينهم. حتى مطلع مارس 2018، تغيّر الموظفون في 43% من المناصب الرفيعة في البيت الأبيض. كان معدل تغيّر الموظفين في إدارة ترمب خلال أول سنتين ونصف أعلى من معدل التغيّر في إدارة الرؤساء الخمسة السابقين طوال فترة ولايتهم بأكملها. بحلول أكتوبر 2019، كان واحد من بين كل 14 سياسيًا يعينه ترمب عضوًا سابقًا في جماعات الضغط؛ بمرور أقل من ثلاث سنوات على رئاسة ترمب، كان قد عيّن أكثر من أربعة أضعاف من عيّنهم أوباما من جماعات الضغط على مدار السنوات الست الأولى من توليه المنصب.
نشرت صحيفة نيويورك تايمز في 5 سبتمبر 2018 مقالًا بعنوان «أنا جزء من المقاومة داخل إدارة ترمب»، كتبه مسؤول كبير مجهول الهوية في إدارة ترمب. أكد المؤلف أن «العديد من كبار المسؤولين في البيت الأبيض يعملون خفية على تعطيل جوانب من أجندة ترمب لحماية البلد من اندفاعاته».

### مجلس الوزراء
بعد أيام من الانتخابات الرئاسية، اختار ترمب رئيسَ اللجنة الوطنية الجمهورية راينس بريباس ليكون كبير موظفي البيت الأبيض. أُطلق على بريباس وكبير المستشارين ستيف بانون لقب «شريكان متكافئان» داخل هيكل السلطة بالبيت الأبيض، على الرغم من أن بانون لم يكن عضوًا رسميًا في مجلس الوزراء. اختار ترمب السيناتور جيف سيشنز عن ولاية ألاباما لمنصب النائب العام.
في فبراير 2017، أعلن ترمب رسميًا هيكل حكومته، ورقّى مدير الاستخبارات القومية ومدير وكالة المخابرات المركزية إلى مستوى مجلس الوزراء. أزال من الحكومة رئيس مجلس المستشارين الاقتصاديين الذي أضافه أوباما إلى الحكومة في عام 2009. تألفت حكومة ترمب من 24 عضوًا، أكثر من عدد أعضاء حكومة أوباما 23 عضوًا أو حكومة جورج دبليو بوش 21 عضوًا.
في يوليو 2017، حلّ جون ف. كيلي، الذي كان وزيرًا للأمن الداخلي، محلّ بريباس في منصب كبير موظفي البيت الأبيض. طُرد بانون في أغسطس 2017، وعلى هذا بات كيلي واحدًا من أقوى الأفراد في البيت الأبيض. في سبتمبر 2017، استقال توم برايس من منصب وزير الصحة والخدمات البشرية وسط انتقادات لاستخدامه طائرات خاصة في سفره الشخصي. حلّ دون ج. رايت محلّ برايس وزيرًا للصحة والخدمات البشرية بالإنابة. خلفت كريستين نيلسن كيلي في منصب وزير الأمن الداخلي في ديسمبر 2017. أُقيل وزير الخارجية ريكس تيلرسون عبر تغريدة على تويتر في مارس 2018؛ عيّن ترمب مايك بومبيو مكان تيلرسون، وجينا هاسبل خلفًا لبومبيو في منصب مديرةً لوكالة المخابرات المركزية. في أعقاب سلسلة من الفضائح، استقال سكوت بروت من منصب مدير وكالة حماية البيئة في يوليو 2018. أصبح نائب المدير أندرو ويلر مديرًا لوكالة حماية البيئة.
فشل ترمب منذ توليه الرئاسة في اختيار مرشّحَين للحكومة. إذ اختار أندرو بازدر لمنصب وزير العمل في عام 2017، وروني جاكسون، الذي كان سابقًا طبيبًا للرئيس، لمنصب وزير شؤون المحاربين القدامى في عام 2018. سحب كل منهما ترشيحه من الفحص بعد التدقيق.

### أشهر من غادر البيت الأبيض

#### إقالة مايكل فلين
في 13 فبراير 2017، أقال ترمب مايكل فلين من منصب مستشار الأمن القومي إثر كذبه على نائب الرئيس بنس بشأن اتصالاته مع السفير الروسي سيرجي كيسلياك؛ أقرّ فلين في وقت لاحق بأنه مذنب بالكذب على مكتب التحقيقات الفدرالي بشأن اتصالاته مع روسيا. أُقيل فلين وسط الجدل الدائر بشأن التدخل الروسي في انتخابات 2016 والاتهامات بتواطؤ فريق ترمب الانتخابي مع عملاء روس. في مايو 2017، شهدت سالي ييتس أمام اللجنة القضائية الفرعية المعنية بالجرائم والإرهاب في مجلس الشيوخ أنها أخبرت مستشار البيت الأبيض دونالد ماكغان في أواخر يناير 2017 بأن فلين ضلّل نائب الرئيس مايك بنس ومسؤولين آخرين في الإدارة بشأن طبيعة محادثاته مع السفير الروسي وبأنها حذّرته من احتمال تعرّض فلين للابتزاز من روسيا. بقي فلين في منصبه مدة أسبوعين آخرين وطُرد بعد أن كشفت واشنطن بوست تفاصيل القصة. أقال دونالد ترمب ييتس في 30 يناير لأنها «رفضت بتحدٍّ الدفاع عن أمره التنفيذي بإغلاق حدود البلاد في وجه اللاجئين والقادمين من الدول ذات الأغلبية المسلمة».
على الرغم من اعتراف فلين بأنه مذنب بالكذب على مكتب التحقيقات الفدرالي وتصريح بنس بأن فلين كذب عليه، بدأت إدارة ترمب في عام 2020 بالترويج لرواية أن فلين استُهدف استهدافًا مجحفًا. وقال مسؤولون رفيعو المستوى في البيت الأبيض (من ضمنهم بنس) إن فلين سيكون موضع ترحيب بالعودة إلى البيت الأبيض.

## استخدام مكتب الرئيس
سعى ترمب في كثير من الأحيان إلى استخدام مكتب الرئاسة لمصلحته الخاصة. تحت قيادته ، أصبحت وزارة العدل، وهي مستقلة تقليديًا عن الرئيس ، متحيزة للغاية وتصرفت لصالح ترمب  ذكرت بلومبرج نيوز في أكتوبر 2019 أنه خلال اجتماع المكتب البيضاوي لعام 2017، طلب ترمب من وزير الخارجية ريكس تيلرسون الضغط على وزارة العدل لإسقاط تحقيق جنائي مع رضا ضراب، تاجر الذهب الإيراني التركي الذي كان عميلاً لرودي، شريك ترمب. جولياني. وبحسب ما ورد رفض تيلرسون.
حاول ترمب استضافة قمة مجموعة السبع لعام 2020 في منتجع دورال للجولف ، والذي كان بإمكانه تحقيق أرباح كبيرة منه. زار ترمب ممتلكاته 274 مرة خلال فترة رئاسته. فُرض رسوم على المسؤولين الحكوميين تصل إلى 650 دولارًا لليلة الواحدة للإقامة في ممتلكات ترمب.
في الفترة التي تسبق انتخابات 2020، سعى ترمب والمدير العام للبريد لويس ديجوي ، الحليف المقرب لترمب، إلى إعاقة الخدمة البريدية الأمريكية عن طريق قطع التمويل والخدمات، وهي خطوة من شأنها أن تمنع احتساب الأصوات البريدية خلال COVID-19. جائحة.
قام ترمب بفصل العديد من المسؤولين الحكوميين أو خفض رتبتهم أو سحبهم رداً على الإجراءات التي سلطت سلباً على صورته العامة، أو أضرت بمصالحه الشخصية أو السياسية، بما في ذلك مدير مكتب التحقيقات الفيدرالي (FBI) جيمس كومي،  نائب مدير مكتب التحقيقات الفيدرالي أندرو مكابي و المدعي العام الأمريكي جيف سيشنز ومدير المخابرات القومية جوزيف ماجواير.
أصدر دونالد ترمب عفواً عن حوالي 74 شخصاً في الساعات الأخيرة من رئاسته، بمن فيهم مغني الراب والممولين وأعضاء الكونغرس السابقين. ومن بين الشخصيات الحاسمة التي تم العفو عنها، مستشاره الكبير السابق ستيف بانون ، صديق جاريد كوشنر المتهم بالمطاردة عبر الإنترنت، كين كورسون. محامي عقارات، ألبرت بيرو؛ ومغني الراب الذين تمت محاكمتهم في جرائم الأسلحة الفيدرالية، ليل واين وكوداك بلاك. كما أصدر ترمب عفواً عن جامع التبرعات السابق إليوت برويدي، الذي عمل لصالح الصين والإمارات وروسيا في البيت الأبيض. كما ضغط برويدي على الحكومة الأمريكية لإنهاء التحقيقات في فضيحة وان إم دي بي.
تلقى دونالد ترمب وعائلته أكثر من 100 هدية من دول أجنبية بقيمة صافية تقارب 300 ألف دولار، لكنهم فشلوا في تفسيرها. كشف تقرير لجنة الرقابة بمجلس النواب من قبل الديمقراطيين عن تفاصيل الهدايا العديدة المقدمة لعائلة ترمب. قدمت المملكة العربية السعودية 16 هدية بقيمة 45000 دولار، وقدمت الهند 17 هدية ثمينة بقيمة إجمالية قدرها 47000 دولار. يفرض قانون الهدايا والأوسمة الأجنبية على الرئيس وعائلته عدم تلقي هدايا تزيد قيمتها عن 415 دولارًا، وبدلاً من ذلك يجب الكشف عن الهدايا باهظة الثمن واستلامها نيابة عن الولايات المتحدة ويجب تسليمها إلى الأرشيف الوطني.,